# 古屋貴史
古屋 貴史（ふるや たかし、1972年7月31日 - ）は、日本の男性声優。東京都出身。

## 人物
以前は81プロデュースに所属していた。
声種はテノール。
趣味・特技はミシンがけ。
特撮が好きで、仮面ライダー電王や、仮面ライダー555のグッズ等を集めている。聖闘士星矢は世代のせいか、仕事前にフィギュアを購入する程好きらしい。

## 出演作品

### テレビアニメ
- .hack//黄昏の腕輪伝説（医師B）
- まじかるカナン（チンピラB）
- マシュマロ通信（ラニエリ）
- MADLAX（兵士）
- MAJOR 2nd、3rd season（田尾）
- わがまま☆フェアリー ミルモでポン!（バケツ男、じかんどり）
- わがまま☆フェアリーミルモでポン! わんだほう（松竹防衛隊員）

### OVA
- .hack//Liminality（警備員D）